# Dubeonjjae seumusal
Dubeonjjae seumusal, także jako Second 20s (kor.: 두번째 스무살) – południowokoreański serial telewizyjny, w którym główne role odgrywają Choi Ji-woo, Lee Sang-yoon, Choi Won-young, Kim Min-jae oraz Son Na-eun. Serial emitowany był od 28 sierpnia do 17 października 2015 roku w piątki i soboty na kanale tvN.
W Polsce serial jest dostępny z polskimi napisami za pośrednictwem platformy Viki pod angielskim tytułem Twenty Again.

## Fabuła
Ha No-ra marzy o zostaniu profesjonalną tancerką, ale zachodzi w ciążę i zostaje matką w wieku 19 lat. Dwie dekady później, jej małżeństwo jest na granicy rozpadu, a ona sama przez pomyłkę w szpitalnej kartotece dostaje niewłaściwą diagnozę – według niej ma raka i zostało jej pół roku życia. W takiej sytuacji postanawia postawić wszystko na jedną kartę i spełnić swoje marzenie o studiowaniu na uniwersytecie. Pośród nowych pierwszorocznych na tym samym uniwersytecie jest także jej 20-letni syn Kim Min-soo oraz jego dziewczyna Oh Hye-mi, którzy nie są zbyt szczęśliwi z sytuacji. Jednocześnie jej mąż, narcystyczny i zadufany w sobie Kim Woo-chul dostaje dzięki swojej kochance Park Seung-hyun posadę na tym samym uniwersytecie. Nieoczekiwanie dla No-ry jednym z jej uniwersyteckich wykładowców okazuje się być Cha Hyun-seok, jej przyjaciel z czasów szkolnych. 

## Obsada
- Choi Ji-woo jako Ha No-ra
  - Ha Seung-ri jako młoda No-ra
- Lee Sang-yoon jako Cha Hyun-seok, znajomy No-ry z czasów szkolnych. Znany reżyser teatralny.
  - Kim Hee-chan jako młody Hyun-seok
- Choi Won-young jako Kim Woo-chul, mąż No-ry.
  - Kang Tae-oh jako młody Woo-chul
- Kim Min-jae jako Kim Min-soo, syn No-ry i Woo-chula.
- Son Na-eun jako Oh Hye-mi, dziewczyna Min-soo.
- Jung Soo-young jako Ra Yoon-young, przyjaciółka No-ry z czasów szkolnych.
  - Im Ji-hyun jako młoda Yoon-young
- Noh Young-hak jako Na Soon-nam, członek klubu tanecznego, znajomy No-ry ze studiów.
- Choi Yoon-so jako Shin Sang-ye, asystentka Hyun-seoka.
- Jin Ki-joo jako Park Seung-hyun, córka dyrektora uniwersytetu.
- Kim Kang-hyun jako Seo Dong-chul, znajomy No-ry z czasów szkolnych.
- Ban Hyo-jung jako Seo Woon-hae, babcia No-ry (cameo)

## Notowania
| Odcinek # | Premiera             | Oglądalność  | Oglądalność |
| Odcinek # | Premiera             | TNmS Ratings | AGB Nielsen |
| --------- | -------------------- | ------------ | ----------- |
| 1         | 28 sierpnia 2015     | 4.4%         | 3.57%       |
| 2         | 29 sierpnia 2015     | 3.6%         | 3.16%       |
| 3         | 4 września 2015      | 4.4%         | 4.66%       |
| 4         | 5 września 2015      | 5.2%         | 4.62%       |
| 5         | 11 września 2015     | 5.1%         | 4.38%       |
| 6         | 12 września 2015     | 5.6%         | 4.90%       |
| 7         | 18 września 2015     | 4.9%         | 4.96%       |
| 8         | 19 września 2015     | 6.0%         | 6.27%       |
| 9         | 25 września 2015     | 5.8%         | 5.91%       |
| 10        | 26 września 2015     | 5.2%         | 5.53%       |
| 11        | 2 października 2015  | 5.4%         | 5.09%       |
| 12        | 3 października 2015  | 5.9%         | 6.97%       |
| 13        | 9 października 2015  | 6.9%         | 6.08%       |
| 14        | 10 października 2015 | 6.3%         | 7.06%       |
| 15        | 16 października 2015 | 6.1%         | 6.50%       |
| 16        | 17 października 2015 | 7.0%         | 7.23%       |